# Anthony Paglia
Anthony Paglia war ein US-amerikanischer Filmtechniker, der mit einem Oscar für technische Verdienste ausgezeichnet wurde. Bei dem Preis handelt es sich um eine sogenannte Class III-Auszeichnung, da die Preisträger keine Oscar-Statuette (Class I) oder Oscar-Plakette (Class II) erhalten, sondern ein Oscar-Zertifikat.

## Berufliches
Paglia wurde 1961 mit einem Oscar für technische Verdienste geehrt. Er war zu der Zeit für die 20th-Century-Fox-Studios tätig und wurde als Mitarbeiter deren Abteilung für mechanische Effekte ausgezeichnet „for the design and construction of a miniature flak gun and ammunition.“ (für den Entwurf und die Konstruktion einer Miniatur-Flakkanone und Munition).
Im Jahr 1965 wurde Paglia erneut mit dem Oscar für technische Verdienste ausgezeichnet, wiederum als Mitarbeiter der 20th-Century-Fox-Studios und deren Abteilung für mechanische Effekte, und zwar „for an improved method of producing Explosion Flash Effects for motion pictures“ (für eine verbesserte Methode zur Herstellung von Explosionsblitzeffekten für Kinofilme).
Über Anthony Paglias Ausbildung und darüber, was er vor und nach den ihm zuerkannten Auszeichnungen getan hat, liegen keine Erkenntnisse vor.

## Auszeichnungen
Technical Achievement Award 1961 an Anthony Paglia
Technical Achievement Award 1965 an Anthony Paglia